# Capsicumyces delicatus
Capsicumyces delicatus är en svampart som beskrevs av Gamundí, Aramb. & Giaiotti 1979. Capsicumyces delicatus ingår i släktet Capsicumyces, divisionen sporsäcksvampar och riket svampar.   Inga underarter finns listade i Catalogue of Life.